# Plectrocnemia aietes
Plectrocnemia aietes är en nattsländeart som beskrevs av Malicky 1997. Plectrocnemia aietes ingår i släktet Plectrocnemia och familjen fångstnätnattsländor. Inga underarter finns listade i Catalogue of Life.